# WWE Diva Search
WWE Diva Search je talentová show pořádaná World Wrestling Entertainment. První vítězka byla Jaime Koeppe, ta ale nezískala kontrakt jako ostatní. Kromě vítězek WWE najala i několik soutěžících jako svoje wrestlerky. V současné době WWE chystá dát soutěž po čtyř roční pauze opět na televizní obrazovky ale po říjnu 2011 se už nic neohlásilo.

## 2003
V roce 2003 se uskutečnila první soutěž Diva Search. Nicméně, na rozdíl od ostatních Diva Search, první vítězka nezískala smlouvu s WWE. Nafotila akorát photoshoot pro WWE Magazín. Jaime Koeppe byla jmenována první vítězkou.

## 2004

### Znělky
- "Open Your Eyes" od Alter Bridge
- "Real Good Girl" od Jim Johnston
- "Time and Time Again" od Chronic Future
- "Walk Idiot Walk" od The Hives

### Soutěžící
| Jméno               | Věk | Místo narození        | Vyřazena  |
| ------------------- | --- | --------------------- | --------- |
| Christy Hemme       | 23  | Poway, Kalifornie     | Vítězka   |
| Carmella DeCesare   | 23  | Avon Lake, Ohio       | 2. místo  |
| Joy Giovanni        | 26  | Boston, Massachusetts | 3. místo  |
| Amy Weber           | 27  | Mapleton, Illinois    | 4. místo  |
| Maria Kanellis      | 22  | Ottawa, Illinois      | 5. místo  |
| Tracie Wright       | 24  | Atlanta, Georgie      | 6. místo  |
| Michelle McCool     | 28  | Palatka, Florida      | 7. místo  |
| Chandra Costello    | 28  | Liberty, Kentucky     | 8. místo  |
| Camille Andersonová | 26  | Dallas, Texas         | 9. místo  |
| Julia Costello      | 28  | Liberty, KY           | 10. místo |

### Zajímavosti
V roce 2004 se WWE rozhodla o ceně v podobě 250.000$ a kontrakt na 1 rok. Soutěž byla vysílána jako součást show WWE Raw. Na kastingu se přihlásilo více než 7000 žen. 15. července se na Spike TV vybíraly finalistky a Triple H, Randy Orton, Chris Jericho a Edge byli speciální porotci. 

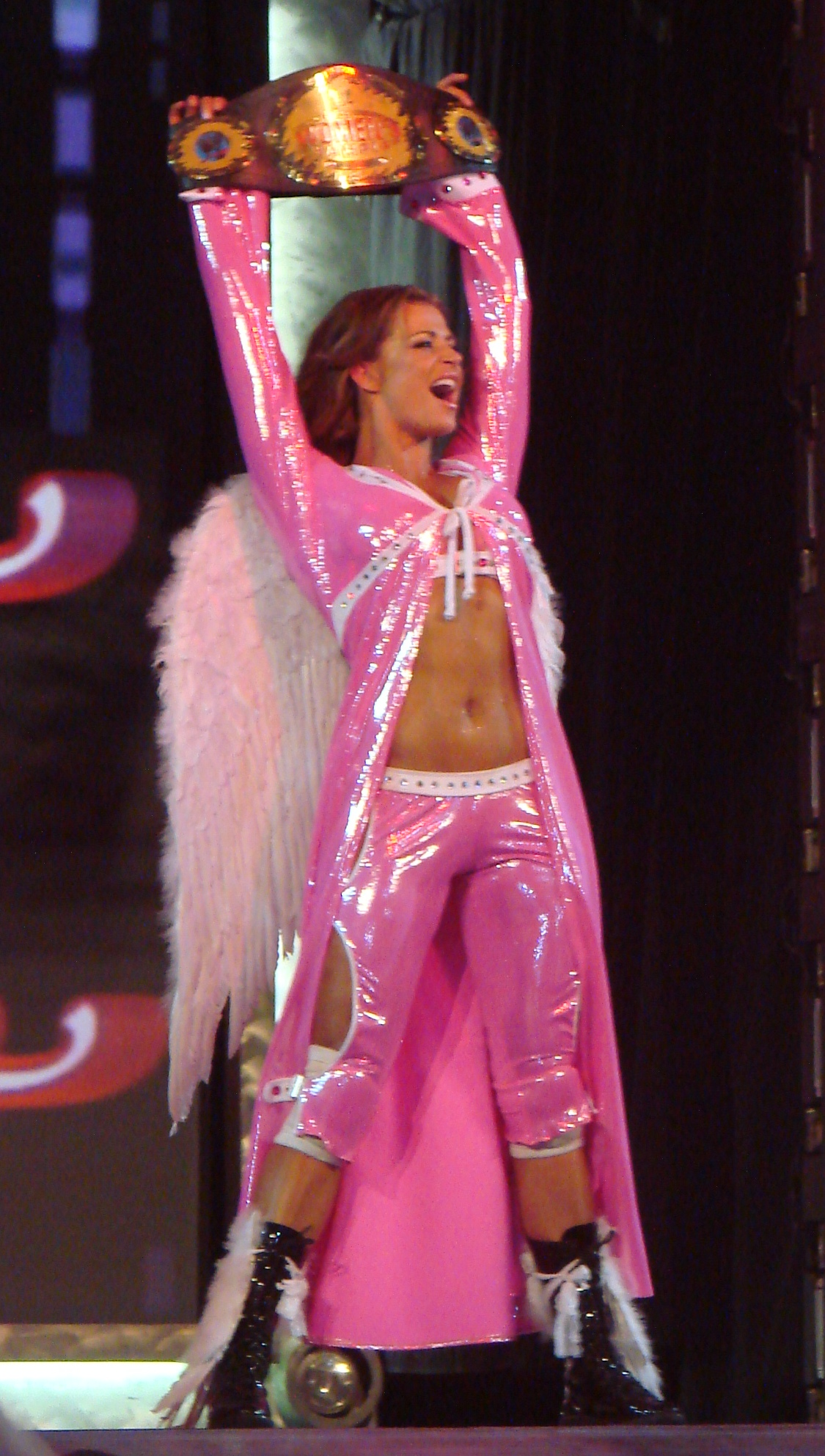
Candice Michelle jako Women's šampionka na show No Mercy v roce 2007

Navzdory tomu že vyhrála jen jedna žena, WWE vybrala několik soutěžících a podepsala s nimi smlouvu. Byly to Michelle McCool, Amy Weber, Candice Michelle, Maria Kanellis a Joy Giovanni. Některé soutěžící byly poslány do Ohio Valley Wrestling. Amy Weber později společnost opustila kvůli tomu, že prý na ní Randy Orton dělal kruté žerty. V prosinci 2005 byla vítězka Christy Hemme propuštěna kvůli škrtům v rozpočtu. Alespoň pózovala ten samý rok pro Playboy stejně jako Candice Michelle které se to podařilo o rok později. Maria Kanellis byla na obálce tohoto časopisu v roce 2008. Candice Michelle se v červnu 2007 stala první soutěžící Diva Search která kdy získala Women's titul a s Michelle McCool to samé, akorát s Divas titulem v červenci 2008. Přestože byla Joy Giovanni v roce 2005 propuštěna, účastnila se zápasu 25-Divas Battle Royal na WrestleManii XXV. Dne 19. června 2009 byla z WWE propuštěna i Candice Michelle. Maria Kanellis se stala první divou z Diva Search která vyhrála Slammy Awards 2009 (hlasovali sami fanoušci na webu WWE.com). Následovala ji Michelle McCool která tuto cenu získala v roce 2010 poté, co ten samý večer vyhrála Battle Royal Awards. Michelle se také stala poslední soutěžící z Diva Search 2004. Z WWE odešla po poražení Laylou El 1. května v zápase na Extreme Rules 2011 kde neplatila diskvalifikace ani únik, poražený musel opustit společnost.

## 2005

### Znělky
- "Be Yourself" od Audioslave

### Soutěžící
| Jméno                    | Věk | Místo narození          | Vyřazena |
| ------------------------ | --- | ----------------------- | -------- |
| Ashley Massaro           | 26  | Babylon, New York       | Vítězka  |
| Leyla Milani             | 23  | Toronto, Ontario        | 2. místo |
| Elisabeth Rouffaer       | 22  | Santa Cruz, Kalifornie  | 3. místo |
| Kristal Marshall         | 21  | Los Angeles, Kalifornie | 4. místo |
| Summer DeLin             | 24  | Shreveport, Louisiana   | 5. místo |
| Cameron Haven            | 24  | Lake Worth, Florida     | 6. místo |
| Simona Fusco             | 25  | Itálie                  | 7. místo |
| Leilene "Alexis" Ondrade | 23  | Costa Mesa, CA          | 8. místo |

### Zajímavosti
Pro rok 2005 WWE informovala, že soutěžící nepodřebují mít žádné zkušenosti s wrestlingem nebo dokonce touhu zápasit. Osm finalistek se poprvé představilo na Raw 27. června. Každý týden vypadla jedna diva, dokud tam nezůstaly poslední tři. Soutěžící Leyla Milani byla ze soutěže "diskvalifikována" kvůli údajnému podvádění. 

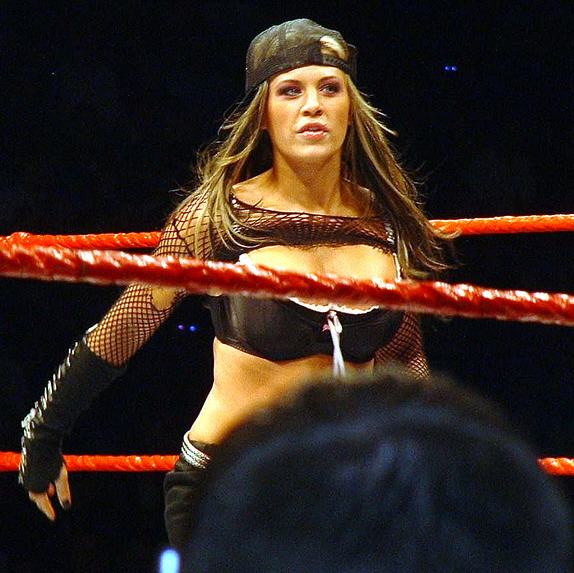
Vítězka Diva Search 2005, Ashley

Ashley Massaro byla jako vítězka vyhlášena 15. srpna a získala 250.000 dolarů. Ashley byla wrestlingový nadšenec, možná to bylo tím, že půlka její rodiny se věnovala amatérskému wrestlingu. Stejně jako v roce 2004 nebyla do WWE najata jenom vítězka. V roce 2007 se Ashley objevila na titulní stránce magazínu Playboy a také se účastnila soutěže Kdo přežije: Čína. Z ostatních soutěžících byla najata Kristal Marshall, Trenesha Biggers (vyřazena v Top 25) a Elisabeth Rouffaer. Dne 9. července 2008 Ashley požádala propuštění a bylo jí vyhověno. V roce 2008 Divy z této soutěže už nejsou s WWE aktivní.

## 2006

### Znělky
- "Face Down" od The Red Jumpsuit Apparatus
- "Move Along" od The All-American Rejects
- "Out Here All Night" od Damone

### Soutěžící
| Jméno            | Věk | Místo narození              | Vyřazena |
| ---------------- | --- | --------------------------- | -------- |
| Layla El         | 27  | Miami, Florida              | Vítězka  |
| Jen England      | 27  | Lansing, Michigan           | 2. místo |
| J.T. Tinney      | 25  | Phoenix, Arizona            | 3. místo |
| Milena Roucka    | 26  | Vancouver, Britská Kolumbie | 4. místo |
| Erica Chevillar  | 23  | Boca Raton, Florida         | 5. místo |
| Rebecca DiPietro | 26  | Rehoboth, Massachusetts     | 6. místo |
| Maryse Ouellet   | 23  | Montréal, Québec            | 7. místo |
| Amy Zidian       | 23  | Orlando, Florida            | 8. místo |

### Zajímavosti
Osm finalistek se představilo 10. července na Raw. V ten večer měly dívky nepříjemný segment s Mikem Mizaninem. Zdálo se, že zapomněl svou roli a několik minut jenom stál a koktal a to když se snažil vysvětlit hlasovací postupy soutěže. Každý týden se soutěžící ukazovaly jak na Raw, tak na SmackDown!. Finále s poslední trojkou bylo odvysíláno 16. srpna 2006 na USA Network a v Austrálii o tři dny později na Fox8. Tam byla vyhlášena vítězka, kterou se stala Layla El. 

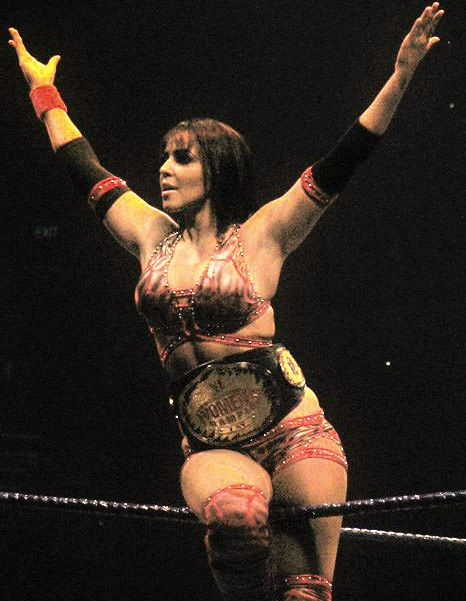
Vítězka Layla jako poslední Women's šampionka

Layla byla umístěna do rosteru SmackDown! a na konci roku 2006 do ECW jako součást krátce trvajícího tanečního tria Extreme Exposé. WWE opět najala několik vyřazeních soutěžících a to byly: Maryse Ouellet, Garcia Twins, Rebecca DiPietro, Brooke Adamsová, Amy Zidian a Milena Roucka. Rebecca DiPietro ve společnosti nepůsobila dlouho, byla jen chvilkovou backstage reportérkou na ECW. S Amy Zidian to bylo něco podobného, krátce byla manažerkou Jimmy Wang Yang, pak byla propuštěna kvůli špatnému chování. Brooke Adams byla poslána do Deep South Wrestling a později se také stala členkou Extreme Exposé, ale v roce 2007 byla také propuštěna a začala zápasit pro konkurenční Total Nonstop Action. Garcia Twins debutovaly na SmackDownu v srpnu 2008 jako Bella Twins. V prosinci 2008 vyhrála Maryse Divas šampionát když porazila Michelle McCool. Svůj druhý a poslední Divas titul získala Maryse v roce 2010 Tournament Finals poražením Gail Kim. Z Mileny Roucky ze později stala Rosa Mendes, největší fanynka Beth Phoenix, a debutovala v roce 2008. Stala se manažerkou Carlita, Zacka Rydera a v současné době týmu Primo & Epico. V květnu 2010 se Layla stala první vítězkou Diva Search která kdy získala Women's titul a to poté co se spojila s Michelle McCool a společně porazily tehdejší šampionku Beth Phoenix. Layla se stala šampionkou i podruhé a byla poslední Diva která titul držela předtím než byl z WWE dočista odstraněn. Ten samý rok společně s Michelle vyhrála cenu od Slammy Awards, Tvrdohlavci roku 2010 a tím se stala první Diva Search vítězkou která tuto cenu vyhrála. V dubnu 2011 vyhrála Brie Bella Divas titul když porazila vítězku z roku 2007, Eve Torres. Její sestra Nikki vyhrála ten samý titul v roce 2012. V roce 2012 získala tento titul i Layla když porazila Nikki na Extreme Rules. Vrátila se ze své roční neaktivity kvůli zranění. Dne 28. října 2011 byla Maryse Ouellet propuštěna z WWE a následovaly i Garcia Twins které byly propuštěny na konci dubna 2012. V současné době jsou Rosa Mendes a Layla jediné soutěžící z Diva Search 2006 které jsou stále aktivní.

## 2007

### Znělky
- "Let it Roll" od Velvet Revolver

### Soutěžící
| Jméno             | Věk | Místo narození              | Vyřazena |
| ----------------- | --- | --------------------------- | -------- |
| Eve Torres        | 22  | Denver, Colorado            | Vítězka  |
| Brooke Gilbertsen | 22  | Chicago, Illinois           | 2. místo |
| Lena Yada         | 28  | Los Angeles, Kalifornie     | 3. místo |
| Taryn Terrell     | 23  | New Orleans, Louisiana      | 4. místo |
| Jessica Hatch     | 26  | Kanada                      | 5. místo |
| J. Kim            | 24  | Catawba, Severní Karolína   | 6. místo |
| Lyndy Frieson     | 22  | Vancouver, Britská Kolumbie | 7. místo |
| Naomi Kirk        | 24  | Západní Yorkshire           | 8. místo |

### Zajímavosti
První část byla odvysílána 10. září online na WWE.com. Vítězka byla ohlášena 29. října v epizodě Raw. Na rozdíl od minulých Diva Search byla tato sezóna vysílána převážně jen na WWE.com. Tarryn Terrell, Angela Fong a Lena Yada byly najaty i přestože byly vyřazeny. Lena pracovala jako zákulisní reportérka v ECW zatímco Angela podepsala vývojovou smlouvu a začala dělat ringovou hlasatelku v první sezóně WWE NXT – a to pod jménem Savannah. Tarryn se stala generální ředitelkou ECW pod jménem Tiffany. V ringu začala zápasit poté, co byla show ECW zrušena. Po vítězství v soutěži vyhrála Eve Torres Divas titul. Na Royal Rumble 2011 vyhrála titul podruhé. Od roku 2011, po propuštění Leny v roce 2008 a Angely s Tarryn v roce 2010, je Eve jediná z Diva Search 2007 která pořád působí ve WWE. V současné době slouží jako výkonná správkyně pro Raw a SmackDown a to poté, co dostala tuto nabídku od generálního ředitele Johna Laurinaitise. 

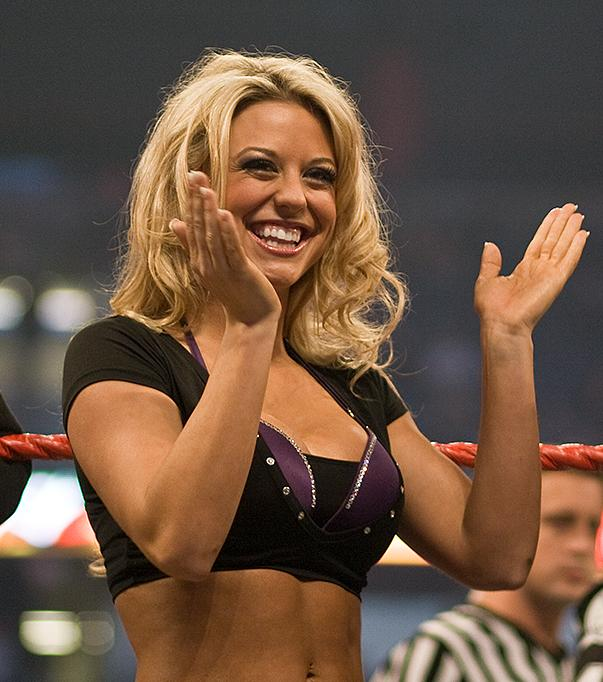
Bývalá finalistka Taryn Terrell ztvárnila charakter Tiffany na Raw